# Hypercompe trebula
Hypercompe trebula är en fjärilsart som beskrevs av Druce 1884. Hypercompe trebula ingår i släktet Hypercompe och familjen björnspinnare. Inga underarter finns listade i Catalogue of Life.